# Salmeterol
Salmeterolul este un antiastmatic cu efect bronhodilatator, fiind utilizat în tratamentul astmului bronșic cronic și în bronhopneumopatia obstructivă cronică. Este un agonist al receptorilor β2 adrenergici (simpatomimetic) de la nivelul musculaturii bronșice, cu durată lungă de acțiune, determinând bronhodilatație timp de aproximtiv 12 ore. Calea de administrare disponibilă este cea inhalatorie. Este adesea utilizat în asociere cu fluticazonă.
Molecula a fost patentată în 1983 și a fost aprobată pentru uz medical în 1990. It is marketed as Serevent in the US.

## Utilizări medicale
Salmeterolul este utilizat pentru a trata 